# Jared Borgetti
Jared Francisco Borgetti Echavarría (Culiacán, Sinaloa, México; 14 de agosto de 1973) es un exfutbolista mexicano que jugó en la posición de delantero durante las décadas de 1990 y de 2000. 
Borgetti, se caracterizó por su preciso remate de cabeza y su visión de campo. Fue hasta mayo de 2010, según las estadísticas del IFFHS, el noveno máximo goleador en activo a nivel mundial en ligas de primera división, anotando hasta dicha fecha un total de 258 goles.
Es el máximo goleador histórico del Club Santos Laguna con 205 goles y tercero de la selección de fútbol de México con 46 anotaciones. En la actualidad, es comentarista de la cadena ESPN en algunos programas y en la transmisión de los partidos del Santos Laguna como local.

## Biografía
Jared Francisco Borgetti Echavarría nació el 14 de agosto de 1973 en la ciudad de Culiacán, Sinaloa. Es hijo de Gertrudis Echavarría y Pedro Borgetti Aguirre, tiene seis hermanos: Jesús Irene, Alma Angélica, Leonel, Héctor, Ramiro y Suel. Su carrera profesional en el fútbol inició en la Tercera División con la selección de la Universidad Autónoma de Sinaloa, para posteriormente partir a la Ciudad de Guadalajara a probarse en nuevos niveles con el Atlas de Guadalajara, club con el que debutaría en la primera división del fútbol mexicano.

### Polémica
En noviembre de 2013 se vio inmiscuido en fuerte polémica por su presencia en una fiesta familiar de Francisco Rafael Arellano Félix (antiguo líder del grupo criminal mexicano denominado Cártel de Tijuana), celebrada el 18 de octubre del mismo año en la ciudad de Los Cabos, en la que resultara ejecutado el conocido narcotraficante. La polémica salió a la luz pública cuando el semanario Z (medio tijuanense especializado en temas delictivos) publicó una serie de fotografías de la mencionada fiesta, una de las cuales muestra al ex goleador abrazado del narcotraficante; a raíz de estos hechos, la cadena ESPN lo mantuvo congelado de toda aparición en pantalla. Borgetti fue habilitado para regresar a trabajar los primeros días de diciembre.

## Trayectoria

### Atlas FC
Su debut profesional fue el 6 de marzo de 1994 con el Atlas de Guadalajara, en la derrota 3-1 ante el Club América en la temporada 1993-1994. Ingresando al minuto 61 en la cancha del Estadio Azteca por Luis Humberto Salazar. 
El DT que lo debutó fue Marcelo Bielsa.
El 9 de octubre de 1994, Borgetti le anotó su primer gol a Juan Hernández al minuto 56' en la victoria de 1-2 del Atlas contra Toluca, juego de la jornada seis disputado en la cancha del Estadio Nemesio Díez. 
Durante la temporada 1994-95 disputó 28 partidos y anotó 13 goles, siendo esta su mejor temporada con el cuadro rojinegro. En la siguiente temporada marcó ocho goles en 29 partidos disputados, anotando su primer hat-trick en un encuentro contra Monarcas Morelia, otorgándole la victoria de 4-1 a su equipo el 17 de septiembre de 1995.
Su último gol como rojinegro se lo anotó a Sergio Bernal de los pumas UNAM el 20 de enero de 1996. 

### Santos Laguna
Fue transferido al Club Santos Laguna el día 1 de julio de 1996 para el Torneo Invierno 1996. Su primer gol con Santos fue anotado el 11 de agosto al minuto 89' debutando en la liga frente al América. Durante el torneo regular disputó 17 encuentros y marcó 9 goles. En la fase de liguilla anotó 7 goles en 6 partidos, con los que totalizó 16 goles en 23 encuentros. En la ida de cuartos de final marcó en el empate de 1-1 y en la vuelta marcó un doblete contra el Atlas. En semifinales marcó su primer triplete en liguillas en el partido de vuelta ante Toros Neza. Se consagró campeón de liga con el Santos Laguna al convertir el gol decisivo tras un remate de cabeza al minuto 82' y así derrotar 4-3 al Necaxa.
En el Torneo Verano 1999 disputó su primer partido en la segunda fecha contra Toluca, marcó en cinco partidos consecutivos hasta la jornada seis contra Monterrey. Santos avanzó a la liguilla, venció 3-2 al América en cuartos de final con gol de Borgetti en la ida, en semifinales contra Toluca, Borgetti anotó en el partido de vuelta en el cual Santos perdió 3-2, siendo eliminados del torneo. En total disputó 21 cotejos y marcó 13 goles. Para el siguiente torneo, el 29 de agosto de 1999 anotó un triplete contra Monterrey, en total disputó 16 partidos y anotó 9 goles.
En el Torneo Verano 2000 comenzaron los mejores momentos de Jared tanto en la liga como en la selección, el 26 de marzo de 2000, Borgetti marcó su primer póker a los Tigres de la UANL, en la jornada 11 de la liga que finalizó 5-0 a favor del Santos Laguna. Santos finalizó como segundo de la clasificación general con 31 puntos, venció en cuartos de final a Morelia (3-3), y 2-1 a Universidad Nacional en semifinal, así avanzó a la final contra Toluca perdiéndola 7-1. El «zorro del desierto» durante el torneo disputó todos los partidos y marcó 13 goles.
En el Torneo Invierno 2000 anotó dieciocho goles convirtiéndose por primera ocasión en campeón goleador de la liga y llegando a instancias de semifinales siendo eliminados por Monarcas Morelia. En el Torneo Verano 2001 logró consagrarse campeón por segunda ocasión formando una dupla efectiva con el delantero chileno Rodrigo Ruiz y así consagrarse bicampeón de goleo con trece goles en el torneo regular y totalizando en el torneo regular y liguilla veintidós goles en veintidós encuentros. El 11 de marzo de 2001 anotó el gol 100 con la camiseta del Santos en la liga al minuto 67 en la victoria de 4-1 sobre Necaxa. En la fase de liguilla disputó seis encuentros y marcó nueve goles y así consiguió el récord de más goles anotados en una sola liguilla, cuatro a Tecos de la UAG en cuartos de final, tres al puebla en semifinales y dos en la final contra Pachuca. Al finalizar la temporada 2000-2001 Borgetti se había convertido en el segundo mayor goleador mundial de Primera División del año 2001 con 41 goles, sólo superado por el futbolista boliviano José Alfredo Castillo. Además recibió cuatro distinciones nacionales en la temporada; dos premios Citlalli al mejor jugador y dos Citlalli al mejor delantero.
En el Torneo Invierno 2001 participó en 14 encuentros y anotó 10 goles. Mientras que en el Torneo Verano 2002 solo alineó en 16 partidos y anotó 13 goles, antes de su participación en la Copa Mundial de 2002. Al finalizar la temporada 2001-02, totalizó 23 goles en 30 encuentros. En el Torneo Apertura 2002 jugó 20 partidos y consiguió la suma de 16 goles. Al siguiente torneo disputó todos los encuentros exceptuando un solo partido sumando 11 goles, así finalizó el período 2002-03 con 27 anotaciones en 38 encuentros. Durante el Apertura 2002 clasificó como octavo a cuartos de final, venciendo al vigente campeón, América con gol de Borgetti al 40'.
Durante el Torneo Apertura 2003 anotó 11 goles en 19 partidos y junto con Matías Vuoso y Rodrigo Ruiz formó la mejor ofensiva del torneo y clasificaron a la liguilla ocupando el cuarto puesto general, pero el Atlante eliminó al Santos Laguna 5-3 en cuartos de final. En el Torneo Clausura 2004 marcó 11 goles en 16 partidos siendo el máximo anotador de la institución en la temporada con 22 dianas, pero sin lograr la clasificación a la liguilla. Disputó todos los encuentros del InterLiga 2004 sumando cuatro goles. Santos avanzó a la final siendo líder general del Grupo A, en la final Santos venció 4 por 3 en penales al Atlas y clasificó por primera vez en su historia a la Copa Libertadores de América. Borgetti en la Copa Libertadores disputó siete encuentros y marcó cuatro goles junto con el argentino naturalizado mexicano Vicente Matías Vuoso. Santos avanzó invicto a la siguiente fase enfrentando al club argentino River Plate en una serie que concluyó hasta la tanda de penaltis, Borgetti acertó en el penal, sin embargo su equipo cayó en penales por polémica arbitral después de repetir el penal atajado por Cristian Lucchetti de Daniel Montenegro.
El 24 de enero de 2004, Borgetti alcanzó los 200 goles en la liga mexicana, tras recibir asistencia de Rodrigo Ruiz y rematar de cabeza al minuto 78 en el empate de 2-2 sobre Necaxa en el Estadio Victoria. El 25 de abril de 2004 marcó su último gol con Santos Laguna en la liga en la fecha 16 en la goleada de 6-0 sobre Monarcas Morelia al minuto 52'. A mediados de ese mismo año, el equipo fue abandonado por la Secretaría de Hacienda y Crédito Público, quién retiró todo apoyo económico y decidió encomendar a la institución a su anterior propietario Grupo Modelo. Debido a esta situación Santos para reducir la nómina traspasó a Borgetti junto con los futbolistas Johan Rodríguez, Sixto Peralta, Cristian Lucchetti, José Antonio Noriega, Joaquín Reyes y Héctor López.

### Dorados de Sinaloa
El 4 de julio de 2004, fue fichado por los entonces recién ascendidos Dorados de Sinaloa para el Torneo Apertura 2004, en el cual anotó ocho goles en catorce partidos. En primeras instancias logró la titularidad rápidamente, debutó el 15 de agosto en la primera jornada del torneo y anotó su primer gol en la derrota de 3-2 por dos frente al Club América. El Club de Fútbol Pachuca le ofreció una buena cantidad de dinero al club por el futbolista y se confirmó el traspaso de Borgetti a Pachuca. La IFFHS lo colocó como el quinto mejor goleador del mundo en 2004, tan solo por debajo del iraní Ali Daei, Carlos Tévez, Adriano y Didier Drogba.

### CF Pachuca
En el Torneo Clausura 2005, fue traspasado al CF Pachuca. Debutó en la jornada uno en la derrota de 0-1 contra Morelia. En la segunda fecha del torneo marcó un hat-rick en la goleada de 4-0 al Guadalajara, y otro en la victoria de 3-1 al Atlas, en el torneo disputó un total de quince partidos y marcó ocho goles, y después de una buena actuación en la Copa Confederaciones de 2005 fue contratado por el club inglés Bolton Wanderers FC.

### Bolton Wanderers FC
Fue fichado en verano de 2005 por el Bolton Wanderers FC de Inglaterra por dos años y 1.77 millones de dólares y así se convirtió en el primer futbolista mexicano en jugar en la Barclays Premier League. Hizo su debut oficial en la victoria por 2-0 sobre el Newcastle United al entrar en sustitución del senegalés El Hadji Diouf al minuto 88, el 24 de agosto anotó su primer gol para el club durante el primer partido de la Copa de la UEFA contra el Bolton Lokomotiv Plovdiv, el 15 de septiembre de 2005 anotó de nuevo en la competición contra el Besiktas el 20 de octubre. Él anotó en la Copa FA contra Watford y en la Copa Carling contra el West Ham y Leicester City. Después anotó dos goles en la liga contra el Manchester City y Charlton Athletic. Jugó en el Bolton toda la temporada 2005-06, en total anotó siete goles marcando en los cuatro torneos donde participó.

### Al-Ittihad
Llegó como fichaje al fútbol árabe, en una transferencia millonaria por el Al-Ittihad. Desde septiembre hasta diciembre jugó en el Al-Ittihad de Arabia Saudita, donde debutó el día 9 de ese mes anotando dos goles en la victoria de su equipo 3-2 sobre el Al-Ta'ee. En total anotó 10 goles en 15 partidos. Después de terminar el año equipos europeos de Francia, Inglaterra y España mostraron interés en el jugador, sin embargo Borgetti decidió regresar a México.

### Regreso a México

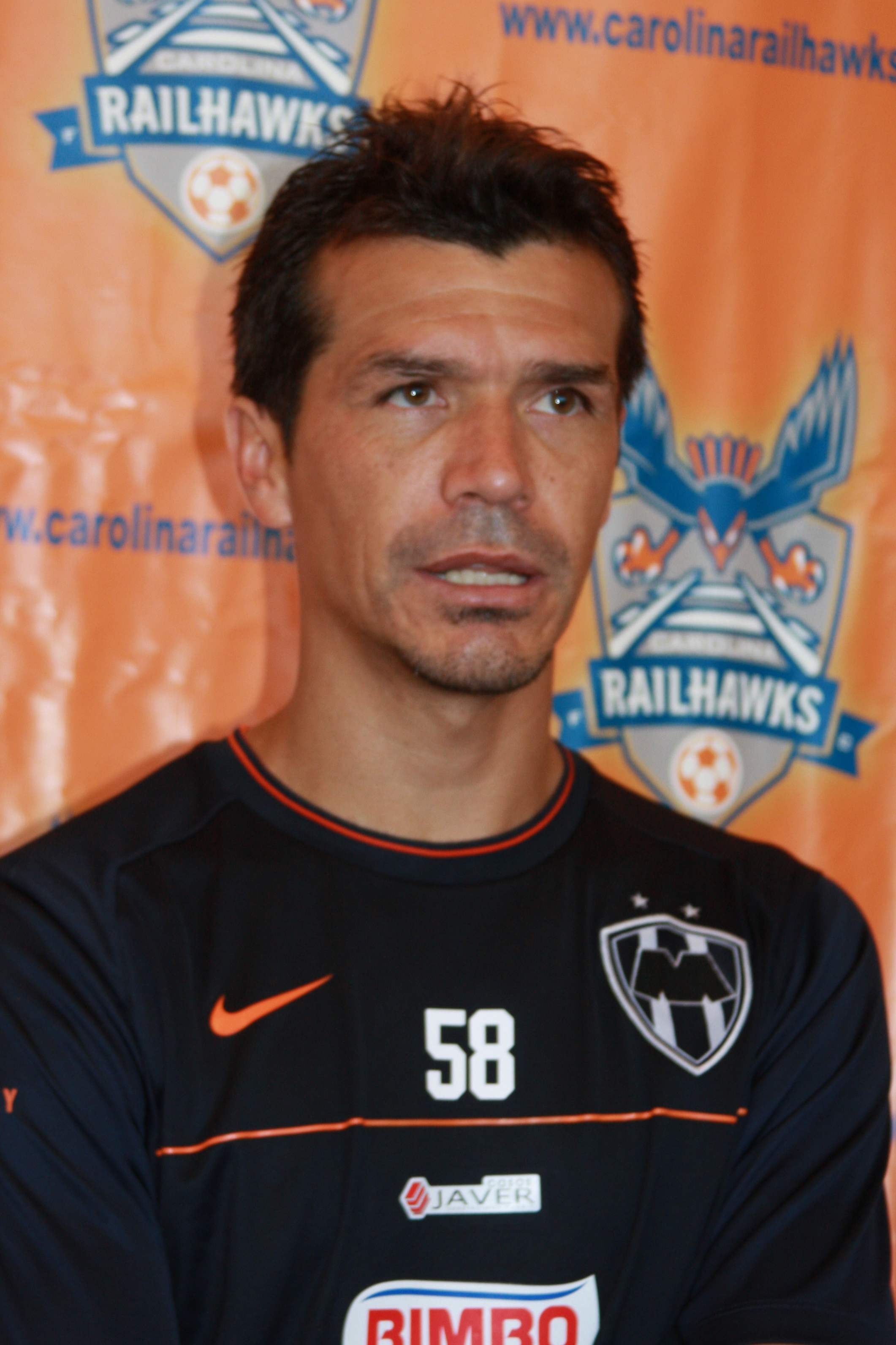
Jared Borgetti en el Club de Fútbol Monterrey.

El 26 de diciembre de 2006 se confirmó su regreso al fútbol mexicano, Santos Laguna se había mostrado interesado en la firma de Borgetti y Francisco Fonseca, pero días más tarde, el Club América firmó a Vicente Matías Vuoso en préstamo al Santos. Borgetti y Fonseca rechazaron la oferta del club y más tarde anunció que iba a regresar a México como miembro de Cruz Azul en virtud de un contrato de un año. Con Cruz Azul no tuvo buen rendimiento, apenas 26 encuentros y 7 goles en dos torneos cortos, en el Torneo Apertura 2007 tuvo varias lesiones y al término del mismo fue transferido al CF Monterrey. 

### Club de Fútbol Monterrey
Fue fichado por Monterrey para el Torneo Clausura 2008.
Borgetti anotó su primer gol con Rayados en el Clásico Regiomontano con Tigres, el cual Tigres ganó 3-2.
En Monterrey tuvo mayor regularidad, donde a partir de la jornada 10 se ganó la confianza del técnico Ricardo La Volpe, que lo metió de titular por el resto de la temporada, destacando el partido de cuartos de final contra el Guadalajara dónde anotó tres goles y le permitió a su equipo avanzar a la semifinal, dónde le anotó al Santos, pero a consecuencia de dos goles en últimos minutos del rival que les sacó el empate 3-3 su equipo fue eliminado por mejor posición de Santos en la tabla. En total en el equipo disputó 28 partidos y anotó 10 goles y además disputó dos encuentros de Interliga.

### Club Deportivo Guadalajara
El 14 de enero del 2009 fue transferido al Club Deportivo Guadalajara para encarar la Copa Libertadores 2009 y el Torneo Clausura 2009, vistiendo así su séptima playera en el balompié mexicano. En la liga disputó 7 partidos y en libertadores 6 partidos, siendo así un no buen inicio en chivas, pero teniendo grandes actuaciones y confirmó su salida el 12 de mayo de 2009.

### Puebla Fútbol Club
El 17 de junio del 2009 fue cedido al Puebla FC por un año, para disputar el Torneo Apertura 2009, jugó quince juegos marcando cinco goles, comandados por Chelis su equipo entró a la fase de liguilla, Borgetti marcó un gol en la ida de los cuartos de final, pero el Cruz Azul eliminó 7-6 al Puebla tras un 4-4 en la ida en el Estadio Cuauhtémoc y un 3-2 en el Azul.

### Club Atlético Monarcas Morelia
El domingo 27 de diciembre del año 2009 firmó un contrato de un año con el Club Atlético Monarcas Morelia para disputar el Torneo Bicentenario 2010 y la Copa Libertadores 2010; con Monarcas disputó 15 encuentros marcando 4 goles, y en la Copa Libertadores jugó seis partidos marcando tres goles. El gol 249 lo logró el día 13 de febrero del 2010 en el Estadio Morelos, en un partido entre su club el Monarcas Morelia contra el equipo de donde debutó, el Atlas y juego que finalizó 3-0 a favor de los michoacanos, el gol fue producto de un penalti, que de principio fue fallado por Borgetti, pero sin embargo se repitió, y así marco su gol número 249. El 28 de abril de 2010, superó a José Saturnino Cardozo al anotar de penal el gol 250 para empatar en ese momento el marcador entre Morelia y Monterrey y convertirse así en el tercer goleador histórico del fútbol mexicano. El gol número 252 y último en Primera División lo anotó precisamente en el empate de 3-3 al minuto 34 el 12 de mayo de 2010 durante encuentro de la ida de semifinales ante el Santos.

### Retiro de la Primera División de México
El 28 de mayo del 2010, al no ser requerido por ningún club de la Primera División, el jugador pensó en el retiro, pero fue unas horas más tarde que la directiva del Club León lo convencieron para que fuera a jugar a modo de préstamo. En la Liga de Ascenso con el León disputó un total de 16 juegos marcando 7 goles en el Torneo Apertura 2010, siendo el máximo anotador del equipo.
Tras finalizar la década de 2000 figuraba dentro de la lista de los mejores goleadores del mundo ocupando la decimocuarta posición con 59 goles según la IFFHS. Días después al rechazar una oferta del Club de Fútbol Atlante y no ser requerido por el Santos, donde él pensaba culminar su carrera, anunció su retiro del fútbol profesional el 4 de diciembre de 2010 durante el programa Fútbol Picante de ESPN, dentro de un reportaje especial. Jared Borgetti anotó 252 goles hasta su retiro con los equipos de Atlas, Santos, Dorados, Pachuca, Cruz Azul, Monterrey, Puebla y Morelia lo que lo convierte en el tercer máximo goleador de la Primera División, arriba de José Saturnino Cardozo con 249 y debajo de Carlos Hermosillo con 294 y de Cabinho con 312 goles.

## Estadísticas

### Clubes
| Club | Div.          | Temporada     | Liga | Liga | Liga | Copas Nacionales(1) | Copas Nacionales(1) | Copas Nacionales(1) | Torneos Internacionales(2) | Torneos Internacionales(2) | Torneos Internacionales(2) | Otros torneos(3) | Otros torneos(3) | Otros torneos(3) | Total | Total | Total | Media goleadora |
| Club | Div.          | Temporada     | PJ   | G    | A    | PJ                  | G                   | A                   | PJ                         | G                          | A                          | PJ               | G                | A                | PJ    | G     | A     | Media goleadora |
| --- | ------------- | ------------- | ---- | ---- | ---- | ------------------- | ------------------- | ------------------- | -------------------------- | -------------------------- | -------------------------- | ---------------- | ---------------- | ---------------- | ----- | ----- | ----- | --------------- |
| Atlas F. C. México |               |               |      |      |      |                     |                     |                     |                            |                            |                            |                  |                  |                  |       |       |       |                 |
| 1.ª | 1993-94       | 2             | -    | -    | -    | -                   | -                   | -                   | -                          | -                          | -                          | -                | -                | 2                | 0     | 0     | 0     |                 |
| 1.ª | 1994-95       | 28            | 13   | 1    | -    | -                   | -                   | -                   | -                          | -                          | -                          | -                | -                | 28               | 13    | 1     | 0.46  |                 |
| 1.ª | 1995-96       | 31            | 8    | 3    | 3    | 1                   | -                   | -                   | -                          | -                          | -                          | -                | -                | 34               | 9     | 3     | 0.26  |                 |
| Total club | Total club    | 61            | 21   | 4    | 3    | 1                   | 0                   | 0                   | 0                          | 0                          | 0                          | 0                | 0                | 64               | 22    | 4     | 0.34  |                 |
| C. Santos Laguna México |               |               |      |      |      |                     |                     |                     |                            |                            |                            |                  |                  |                  |       |       |       |                 |
| 1.ª | 1996-97       | 41            | 21   | 1    | 5    | 2                   | -                   | -                   | -                          | -                          | -                          | -                | -                | 46               | 23    | 1     | 0.5   |                 |
| 1.ª | 1997-98       | 29            | 14   | 1    | -    | -                   | -                   | 1                   | -                          | -                          | -                          | -                | -                | 30               | 14    | 1     | 0.47  |                 |
| 1.ª | 1998-99       | 38            | 19   | 3    | -    | -                   | -                   | -                   | -                          | -                          | 3                          | 2                | -                | 41               | 21    | 3     | 0.51  |                 |
| 1.ª | 1999-00       | 39            | 22   | 1    | -    | -                   | -                   | -                   | -                          | -                          | -                          | -                | -                | 39               | 22    | 1     | 0.56  |                 |
| 1.ª | 2000-01       | 43            | 41   | -    | -    | -                   | -                   | -                   | -                          | -                          | -                          | -                | -                | 43               | 41    | 0     | 0.95  |                 |
| 1.ª | 2001-02       | 31            | 23   | 3    | -    | -                   | -                   | 4                   | 4                          | -                          | -                          | -                | -                | 35               | 27    | 3     | 0.77  |                 |
| 1.ª | 2002-03       | 39            | 27   | 3    | -    | -                   | -                   | -                   | -                          | -                          | -                          | -                | -                | 39               | 27    | 3     | 0.69  |                 |
| 1.ª | 2003-04       | 35            | 22   | 2    | -    | -                   | -                   | 7                   | 4                          | 2                          | 4                          | 4                | 1                | 46               | 30    | 5     | 0.65  |                 |
| Total club | Total club    | 295           | 189  | 14   | 5    | 2                   | 0                   | 12                  | 8                          | 2                          | 7                          | 6                | 1                | 319              | 205   | 17    | 0.64  |                 |
| C. S. D. Sinaloa México |               |               |      |      |      |                     |                     |                     |                            |                            |                            |                  |                  |                  |       |       |       |                 |
| 1.ª | 2004          | 14            | 8    | -    | -    | -                   | -                   | -                   | -                          | -                          | -                          | -                | -                | 14               | 8     | 0     | 0.57  |                 |
| Total club | Total club    | 14            | 8    | 0    | 0    | 0                   | 0                   | 0                   | 0                          | 0                          | 0                          | 0                | 0                | 14               | 8     | 0     | 0.57  |                 |
| C. F. Pachuca México |               |               |      |      |      |                     |                     |                     |                            |                            |                            |                  |                  |                  |       |       |       |                 |
| 1.ª | 2005          | 15            | 8    | 1    | -    | -                   | -                   | 5                   | 2                          | -                          | -                          | -                | -                | 20               | 10    | 1     | 0.5   |                 |
| Total club | Total club    | 15            | 8    | 1    | 0    | 0                   | 0                   | 5                   | 2                          | 0                          | 0                          | 0                | 0                | 20               | 10    | 1     | 0.5   |                 |
| Bolton Wanderers F. C. Inglaterra |               |               |      |      |      |                     |                     |                     |                            |                            |                            |                  |                  |                  |       |       |       |                 |
| 1.ª | 2005-06       | 19            | 2    | 0    | 6    | 3                   | 0                   | 7                   | 2                          | 0                          | -                          | -                | -                | 32               | 7     | 0     | 0.22  |                 |
| Total club | Total club    | 19            | 2    | 0    | 6    | 3                   | 0                   | 7                   | 2                          | 0                          | 0                          | 0                | 0                | 32               | 7     | 0     | 0.22  |                 |
| Al-Ittihad Arabia Saudita |               |               |      |      |      |                     |                     |                     |                            |                            |                            |                  |                  |                  |       |       |       |                 |
| 1.ª | 2006-07       | 15            | 10   | ?    | 0    | 0                   | 0                   | 2                   | 1                          | ?                          | -                          | -                | -                | 17               | 11    | ?     | 0.65  |                 |
| Total club | Total club    | 15            | 10   | ?    | 0    | 0                   | 0                   | 2                   | 1                          | ?                          | 0                          | 0                | 0                | 17               | 11    | ?     | 0.65  |                 |
| Cruz Azul F. C. México |               |               |      |      |      |                     |                     |                     |                            |                            |                            |                  |                  |                  |       |       |       |                 |
| 1.ª | 2007          | 26            | 7    | 2    | -    | -                   | -                   | -                   | -                          | -                          | 1                          | -                | -                | 27               | 7     | 2     | 0.26  |                 |
| Total club | Total club    | 26            | 7    | 2    | 0    | 0                   | 0                   | 0                   | 0                          | 0                          | 1                          | 0                | 0                | 27               | 7     | 2     | 0.26  |                 |
| C. F. Monterrey México |               |               |      |      |      |                     |                     |                     |                            |                            |                            |                  |                  |                  |       |       |       |                 |
| 1.ª | 2008          | 27            | 10   | 4    | -    | -                   | -                   | -                   | -                          | -                          | 2                          | -                | -                | 29               | 10    | 4     | 0.34  |                 |
| Total club | Total club    | 27            | 10   | 4    | 0    | 0                   | 0                   | 0                   | 0                          | 0                          | 2                          | 0                | 0                | 29               | 10    | 4     | 0.34  |                 |
| C. D. Guadalajara México |               |               |      |      |      |                     |                     |                     |                            |                            |                            |                  |                  |                  |       |       |       |                 |
| 1.ª | 2009          | 7             | -    | -    | -    | -                   | -                   | 6                   | -                          | 1                          | -                          | -                | -                | 13               | 0     | 1     | 0     |                 |
| Total club | Total club    | 7             | 0    | 0    | 0    | 0                   | 0                   | 6                   | 0                          | 1                          | 0                          | 0                | 0                | 13               | 0     | 1     | 0     |                 |
| Puebla F. C. México |               |               |      |      |      |                     |                     |                     |                            |                            |                            |                  |                  |                  |       |       |       |                 |
| 1.ª | 2009          | 15            | 5    | 1    | -    | -                   | -                   | -                   | -                          | -                          | -                          | -                | -                | 15               | 5     | 1     | 0.33  |                 |
| Total club | Total club    | 15            | 5    | 1    | 0    | 0                   | 0                   | 0                   | 0                          | 0                          | 0                          | 0                | 0                | 15               | 5     | 1     | 0.33  |                 |
| C. A. Monarcas Morelia México |               |               |      |      |      |                     |                     |                     |                            |                            |                            |                  |                  |                  |       |       |       |                 |
| 1.ª | 2010          | 15            | 4    | 2    | -    | -                   | -                   | 6                   | 3                          | -                          | -                          | -                | -                | 21               | 7     | 2     | 0.33  |                 |
| Total club | Total club    | 15            | 4    | 2    | 0    | 0                   | 0                   | 6                   | 3                          | 0                          | 0                          | 0                | 0                | 21               | 7     | 2     | 0.33  |                 |
| León F. C. México |               |               |      |      |      |                     |                     |                     |                            |                            |                            |                  |                  |                  |       |       |       |                 |
| 2.ª | 2010          | 16            | 7    | -    | -    | -                   | -                   | -                   | -                          | -                          | -                          | -                | -                | 16               | 7     | 0     | 0.44  |                 |
| Total club | Total club    | 16            | 7    | 0    | 0    | 0                   | 0                   | 0                   | 0                          | 0                          | 0                          | 0                | 0                | 16               | 7     | 0     | 0.44  |                 |
| Total carrera | Total carrera | Total carrera | 525  | 271  | 24   | 14                  | 6                   | 0                   | 38                         | 16                         | 3                          | 10               | 6                | 1                | 587   | 299   | 28    | 0.51            |
| (1)Incluye datos de la Copa México (1995-97), FA Cup (2005-06), EFL Cup (2005-06). (2)Incluye datos de la Copa de Campeones de la Concacaf (1997), Copa Merconorte (2001), Copa Libertadores (2004-05, 2009-10), Liga Europa de la UEFA (2005-06), Liga de Campeones de la AFC (2006-07). (3)Incluye datos de la Pre Pre Libertadores (1998), InterLiga (2004, 2007-08). |               |               |      |      |      |                     |                     |                     |                            |                            |                            |                  |                  |                  |       |       |       |                 |

### Selección nacional
| Selección nacional | Año        | Eliminatorias | Eliminatorias | Mundial | Mundial | Copa Oro | Copa Oro | Copa América | Copa América | Copa Confederaciones | Copa Confederaciones | Amistosos | Amistosos | Total | Total | Prom. |
| Selección nacional | Año        | Part.         | Goles         | Part.   | Goles   | Part.    | Goles    | Part.        | Goles        | Part.                | Goles                | Part.     | Goles     | Part. | Goles | Prom. |
| ------------------ | ---------- | ------------- | ------------- | ------- | ------- | -------- | -------- | ------------ | ------------ | -------------------- | -------------------- | --------- | --------- | ----- | ----- | ----- |
| México             |            |               |               |         |         |          |          |              |              |                      |                      |           |           |       |       |       |
| 1997               | -          | -             | -             | -       | -       | -        | -        | -            | -            | -                    | 1                    | 1         | 1         | 1     | 1.00  |       |
| 1998               | -          | -             | -             | -       | -       | -        | -        | -            | -            | -                    | -                    | -         | 0         | 0     | 0.00  |       |
| 1999               | -          | -             | -             | -       | -       | -        | -        | -            | -            | -                    | -                    | -         | 0         | 0     | 0.00  |       |
| 2000               | 2          | 3             | -             | -       | -       | -        | -        | -            | -            | -                    | 4                    | 1         | 6         | 4     | 0.67  |       |
| 2001               | 6          | 3             | -             | -       | -       | -        | 5        | 2            | 3            | 0                    | 4                    | 1         | 18        | 6     | 0.33  |       |
| 2002               | -          | -             | 4             | 2       | -       | -        | -        | -            | -            | -                    | 5                    | 2         | 9         | 4     | 0.44  |       |
| 2003               | -          | -             | -             | -       | 5       | 3        | -        | -            | -            | -                    | 6                    | 0         | 11        | 3     | 0.27  |       |
| 2004               | 6          | 10            | -             | -       | -       | -        | 3        | 0            | -            | -                    | 2                    | 0         | 11        | 10    | 0.91  |       |
| 2005               | 8          | 4             | -             | -       | 3       | 2        | -        | -            | 4            | 3                    | 1                    | 0         | 16        | 9     | 0.56  |       |
| 2006               | -          | -             | 2             | 0       | -       | -        | -        | -            | -            | -                    | 3                    | 1         | 5         | 1     | 0.20  |       |
| 2007               | -          | -             | -             | -       | 5       | 2        | -        | -            | -            | -                    | 4                    | 3         | 9         | 5     | 0.56  |       |
| 2008               | 2          | 3             | -             | -       | -       | -        | -        | -            | -            | -                    | 1                    | 0         | 3         | 3     | 1.00  |       |
| Total club         | Total club | 24            | 23            | 6       | 2       | 13       | 7        | 8            | 2            | 7                    | 3                    | 31        | 9         | 89    | 46    | 0.52  |

### Resumen estadístico
| Competición                      | Partidos | Goles | Promedio |
| -------------------------------- | -------- | ----- | -------- |
| Primera División de México       | 475      | 252   | 0.53     |
| Liga de Ascenso de México        | 16       | 7     | 0.44     |
| Premier League                   | 19       | 2     | 0.11     |
| Primera División de Arabia       | 15       | 10    | 0.67     |
| Copa México                      | 8        | 3     | 0.38     |
| EFL Cup                          | 2        | 2     | 1        |
| FA Cup                           | 4        | 1     | 0.25     |
| Liga Europa de la UEFA           | 7        | 2     | 0.29     |
| Copa Libertadores                | 24       | 9     | 0.38     |
| Copa Merconorte                  | 4        | 4     | 1        |
| Liga de Campeones de la Concacaf | 1        | 0     | 0        |
| Liga de Campeones de la AFC      | 2        | 1     | 0.5      |
| Pre Pre Libertadores             | 3        | 2     | 0.67     |
| InterLiga                        | 7        | 4     | 0.57     |
| Selección de México              | 89       | 46    | 0.52     |
| Total                            | 676      | 345   | 0.51     |

### Tripletes
| Lista de tripletes y pókers | Lista de tripletes y pókers | Lista de tripletes y pókers           | Lista de tripletes y pókers           | Lista de tripletes y pókers | Lista de tripletes y pókers | Lista de tripletes y pókers        |
| N.º                         | Fecha                       | Estadio                               | Partido                               | Goles                       | Resultado                   | Competición                        |
| --------------------------- | --------------------------- | ------------------------------------- | ------------------------------------- | --------------------------- | --------------------------- | ---------------------------------- |
| 1                           | 17 de septiembre de 1995    | Estadio Morelos, Morelia              | Morelia - Atlas                       | 3                           | 1 - 4                       | Liga 1995-96                       |
| 2                           | 15 de diciembre de 1996     | Estadio Corona, Torreón               | Santos - Toros Neza                   | 3                           | 3 - 2                       | Torneo Invierno 1996               |
| 3                           | 28 de agosto de 1999        | Estadio Corona, Torreón               | Santos - Monterrey                    | 3                           | 3 - 2                       | Torneo Invierno 1999               |
| 4                           | 26 de marzo de 2000         | Estadio Corona, Torreón               | Santos - Tigres                       | 4                           | 5 - 0                       | Torneo Verano 2000                 |
| 5                           | 8 de octubre de 2003        | Estadio Azteca, México, D. F.         | México - Trinidad y Tobago            | 3                           | 7 - 0                       | Clas. para la Copa Mundial de 2002 |
| 6                           | 10 de mayo de 2001          | Estadio Sergio León Chávez, Irapuato  | Irapuato - Santos                     | 3                           | 1 - 4                       | Torneo Verano 2001                 |
| 7                           | 5 de septiembre de 2001     | Estadio Cuauhtémoc, Puebla            | Puebla - Santos                       | 3                           | 5 - 4                       | Torneo Verano 2001                 |
| 8                           | 5 de agosto de 2001         | Estadio Corona, Torreón               | Santos - La Piedad                    | 3                           | 6 - 4                       | Torneo Invierno 2001               |
| 9                           | 28 de septiembre de 2002    | Estadio Corona, Torreón               | Santos - Guadalajara                  | 3                           | 4 - 2                       | Torneo Apertura 2002               |
| 10                          | 29 de marzo de 2003         | Estadio Mariano Matamoros, Cuernavaca | Cuernavaca - Santos                   | 3                           | 2 - 3                       | Torneo Clausura 2003               |
| 11                          | 6 de octubre de 2004        | Estadio Hidalgo, Pachuca              | México - San Vicente y las Granadinas | 4                           | 7 - 0                       | Clas. para la Copa Mundial de 2006 |
| 12                          | 22 de enero de 2005         | Estadio Jalisco, Guadalajara          | Guadalajara - Pachuca                 | 3                           | 0 - 4                       | Torneo Clausura 2005               |
| 13                          | 20 de marzo de 2005         | Estadio Hidalgo, Pachuca              | Pachuca - Atlas                       | 3                           | 3 - 1                       | Torneo Clausura 2005               |
| 14                          | 14 de mayo de 2008          | Estadio Tecnológico, Monterrey        | Monterrey - Guadalajara               | 3                           | 4 - 1                       | Torneo Clausura 2008               |

### Clubes a los que más goles ha anotado

#### Clubes mexicanos
| Goles por clubes | Goles por clubes               | Goles por clubes | Goles por clubes | Goles por clubes | Goles por clubes                         |
|                  | Rival                          | Goles            | Partidos         | %                | Notas                                    |
| ---------------- | ------------------------------ | ---------------- | ---------------- | ---------------- | ---------------------------------------- |
| 1                | Puebla Fútbol Club             | 17               | 26               | 0.65             | Equipo al que más le anotó en su carrera |
| =                | Club Atlético Monarcas Morelia | 17               | 29               | 0.59             | Equipo al que más le anotó en su carrera |
| 3                | Club Deportivo Guadalajara     | 16               | 31               | 0.52             |                                          |
| 4                | Atlas Fútbol Club              | 15               | 20               | 0.75             |                                          |
| 5                | Club de Fútbol Monterrey       | 14               | 20               | 0.7              |                                          |
| =                | Club de Fútbol Tigres          | 14               | 21               | 0.67             |                                          |
| =                | Club de Fútbol Atlante         | 14               | 29               | 0.48             |                                          |
| =                | Tecos Fútbol Club              | 14               | 29               | 0.48             |                                          |
| =                | Deportivo Toluca Fútbol Club   | 14               | 32               | 0.44             | Equipo que más enfrentó en su carrera    |
| 10               | Club Universidad Nacional      | 13               | 26               | 0.5              |                                          |
| 11               | Club de Fútbol Pachuca         | 12               | 23               | 0.52             |                                          |
| 12               | Celaya Fútbol Club             | 11               | 15               | 0.73             |                                          |
| =                | Club Necaxa                    | 11               | 22               | 0.5              |                                          |
| =                | Club de Fútbol América         | 11               | 27               | 0.41             |                                          |
| 15               | Cruz Azul Fútbol Club          | 10               | 23               | 0.43             |                                          |
| 16               | Toros Neza Fútbol Club         | 9                | 13               | 0.69             |                                          |
| =                | León Fútbol Club               | 9                | 16               | 0.56             |                                          |
| 18               | Club Deportivo Irapuato        | 7                | 5                | 1.4              |                                          |
| 19               | Club Deportivo Veracruz        | 6                | 14               | 0.43             |                                          |
| 21               | Club Santos Laguna             | 5                | 13               | 0.38             |                                          |
| 22               | Club de Fútbol Cuernavaca      | 3                | 1                | 3                |                                          |
| =                | Club de Fútbol La Piedad       | 3                | 2                | 1.5              |                                          |
| 25               | Club de Fútbol Correcaminos    | 2                | 2                | 1                |                                          |
| =                | Chiapas Fútbol Club            | 2                | 11               | 0.18             |                                          |
| 27               | Tampico Madero Fútbol Club     | 1                | 1                | 1                |                                          |
| =                | Querétaro Fútbol Club          | 1                | 4                | 0.25             |                                          |
| =                | San Luis Fútbol Club           | 1                | 9                | 0.11             |                                          |

#### Clubes internacionales
| Goles por clubes | Goles por clubes | Goles por clubes          | Goles por clubes | Goles por clubes | Goles por clubes | Goles por clubes                             |
|                  | País             | Rival                     | Goles            | Partidos         | %                | Notas                                        |
| ---------------- | ---------------- | ------------------------- | ---------------- | ---------------- | ---------------- | -------------------------------------------- |
| 1                | Ecuador          | Barcelona Sporting Club   | 4                | 2                | 2                | Equipo internacional al que más veces anotó. |
| 2                | Arabia Saudita   | Al-Faisaly FC             | 2                | 1                | 2                |                                              |
| 3                | Arabia Saudita   | Al-Tai FC                 | 2                | 2                | 1                |                                              |
| 4                | Ecuador          | Deportivo Cuenca          | 2                | 4                | 0.5              | Equipo internacional que más veces enfrentó. |
| =                | Venezuela        | Caracas Fútbol Club       | 2                | 4                | 0.5              | Equipo internacional que más veces enfrentó. |
| 5                | Turquía          | Besiktas JK               | 1                | 1                | 1                |                                              |
| =                | Inglaterra       | Leicester City            | 1                | 1                | 1                |                                              |
| =                | Arabia Saudita   | Al-Hilal SFC              | 1                | 1                | 1                |                                              |
| =                | Inglaterra       | Manchester City           | 1                | 1                | 1                |                                              |
| =                | Brasil           | Cruzeiro Esporte Clube    | 1                | 1                | 1                |                                              |
| =                | Arabia Saudita   | Al-Wehda FC               | 1                | 1                | 1                |                                              |
| =                | Arabia Saudita   | Al-Khaleej FC             | 1                | 1                | 1                |                                              |
| =                | Inglaterra       | Watford FC                | 1                | 1                | 1                |                                              |
| =                | Arabia Saudita   | Al-Shabab FC              | 1                | 1                | 1                |                                              |
| 6                | Bulgaria         | Lokomotiv Plovdiv         | 1                | 2                | 0.5              |                                              |
| =                | Inglaterra       | Chartlon Athletic         | 1                | 2                | 0.5              |                                              |
| =                | Argentina        | CA Banfield               | 1                | 2                | 0.5              |                                              |
| =                | Chile            | Universidad de Concepción | 1                | 2                | 0.5              |                                              |
| 7                | Inglaterra       | West Ham United           | 1                | 4                | 0.25             | Equipo internacional que más veces enfrentó. |

## Récords

### México
- Futbolista mexicano con más goles anotados en un club en liga con 189.[55]
- Único futbolista mexicano en anotar más de 200 goles para un solo club en todas las competiciones oficiales.[55]
- Futbolista mexicano más goleador en fases finales de liga con 41 goles.[55]
- Más goles anotados en una sola liguilla con 9 (Verano 2001).[55]
- Mejor goleador mexicano de Primera División en un año, ya que en 2001 anotó un total de 41 goles.[55]
- Máximo anotador de cabeza en la Primera División de México con 95 goles.[55]
- Máximo goleador de Santos Laguna.
- Cuarto máximo participante de Santos Laguna.
- Segundo máximo goleador de liguillas de la Liga MX..
- Tercer máximo goleador de la Liga MX.

### Internacionales
- Máximo goleador de la selección mexicana hasta el año 2017. Actualmente es el segundo.
- Máximo goleador de cabeza de la selección de México, con 23 goles.[56]
- Máximo goleador en fases de clasificación de la Copa Mundial de la FIFA con la selección de México, con 23 goles en 24 partidos.[55]
- Máximo goleador en una sola fase de clasificación de la Copa Mundial de la FIFA con la selección de México, con 14 goles rumbo a Alemania 2006.[55]
- Primer futbolista mexicano en jugar en la Premier League.[55]
- Primer futbolista mexicano en jugar en la Liga Profesional Saudí.[57]
- Lugar 14 entre los máximos goleadores internacionales de la primera década.[58]
- Top 20 de goleadores de la primera década según la IFFHS.[59]
- En el número 13 dentro de los máximos goleadores de las clasificación rumbo al mundial.[60]
- Entre los 15 delanteros mas prolíferos en clasificaciones rumbo al mundial y la copa del mundo.[61]

## Selección nacional
Su debut como seleccionado nacional fue en un partido México 3-1 Ecuador disputado el 5 de febrero de 1997 bajo la tutela de Bora Milutinovic. Sin embargo, nunca fue convocado durante la etapa de Manuel Lapuente al frente de la selección y sería hasta el 20 de septiembre de 2000 ya con Enrique Meza, que volvería enfrentando nuevamente a Ecuador, Jared abrió el marcador para el triunfo de 2-0 en el Estadio Qualcomm, y desde entonces fue seleccionado internacional con la selección de fútbol de México hasta 2008, durante su etapa como seleccionado anotó 46 goles en 89 encuentros, convirtiéndose así en el máximo goleador en la historia de la selección mexicana. 
De sus cuarenta y seis goles con la selección, sólo ocho fueron anotados en partidos amistosos, los treinta y ocho restantes fueron marcados en partidos oficiales. Es el segundo máximo goleador mexicano en Copa FIFA Confederaciones con tres detrás de Cuauhtémoc Blanco. Su retiro definitivo de la selección de fútbol de México fue el 22 de junio de 2008, en un partido de eliminatoria rumbo a la Copa Mundial de Sudáfrica 2010 contra Belice, contribuyendo con sus últimos dos goles en la goleada de 7 por 0.

### Eliminatorias
El futbolista participó en tres fases eliminatorias, rumbo a Corea del Sur y Japón 2002, Alemania 2006 y Sudáfrica 2010, es actualmente el máximo goleador mexicano en eliminatorias mundialistas con 23 anotaciones en 24 encuentros disputados. Su primer partido de eliminatoria fue el 8 de octubre de 2000, fue convocado por Enrique Meza, en el cual anotó un «hat-trick» ante Trinidad y Tobago y así México obtuvo una contundente victoria de 7-0 en el Estadio Azteca.
En el Hexagonal Final de la eliminatoria, el 25 de marzo de 2001, Borgetti marcó un doblete en un encuentro contra Jamaica, partido que finalizó 4-0 en el Estadio Azteca, después fue convocado por Enrique Meza en una época de crisis del cuadro mexicano, que tras malos resultados corría el riesgo de quedar sin clasificar de la copa del mundo, sin embargo tras la derrota de 3-1 ante Honduras en San Pedro Sula, el técnico Javier Aguirre tomó el cargo de entrenador de la selección y los resultados funcionaron, el 1 de julio anotó el único gol contra Estados Unidos para la victoria de 1-0 en el Estadio Azteca y dio esperanzas de calificar, después México venció 1-2 a Jamaica en Kingston, a Trinidad y Tobago 3-0, empató 0-0 con Costa Rica y venció 3-0 a Honduras y clasificó al mundial en segundo lugar del hexagonal. 
Para la eliminatoria de 2006, el 19 de junio de 2004 Borgetti fue convocado por Ricardo La Volpe para la primera fase de la clasificación, inició la eliminatoria marcando dos dobletes en los dos partidos contra la Selección Dominicana y clasificó a la segunda ronda finalizando los encuentros 10-0 y 8-0 para un marcador de 18-0, el 8 de septiembre de 2004 disputó el partido en el que México derrotó 3 por 1 a Trinidad y Tobago. El 6 de octubre de ese año Borgetti marcó cuatro goles en el encuentro contra San Vicente y las Granadinas y así el cuadro mexicano venció por marcador de 7 por 0, y el 10 de octubre marcó el gol de la victoria de 1-0 sobre San Vicente en el Estadio Arnosvale, terminando la tercera fase. México avanzó como líder del grupo tres hacia el hexagonal final, el 9 de febrero de 2005 México inició con una victoria de 1-2 sobre Costa Rica en San José, en el segundo encuentro Borgetti marcó el 1-0 contra Estados Unidos venciéndolos 2-1, después empató 1-1 con Panamá y venció 2-0 a Guatemala como visitantes. El 8 de junio de 2005 Borgetti marcó el 1-0 en el partido contra Trinidad y Tobago que finalizó con victoria de 2-0, después contra Costa Rica también anotó para un triunfo de 2-0 en el Azteca. No fue hasta el séptimo partido que México estaba clasificado cuando conoció la derrota frente a Estados Unidos, pero los aztecas sumaron dos victorias consecutivas, una de 5-0 a Panamá y en la otra de 5-2 a Guatemala en las cuales Jared aportó una anotación en cada encuentro. En el último partido del hexagonal, Borgetti no apareció contra Trinidad y Tobago ya que el técnico Ricardo Lavolpe decidió no alinear a los futbolistas titulares estando ya calificados, así México finalizó en el primer lugar por encima de Estados Unidos consiguiendo el boleto a Alemania 2006, Borgetti también consiguió la distinción de ser el máximo goleador de la eliminatoria con 14 anotaciones.
Para la eliminatoria de Sudáfrica 2010 fue convocado por Hugo Sánchez para la tercera ronda rumbo al hexagonal, posteriormente el 5 y el 22 de julio de 2008 Borgetti disputó sus dos últimos encuentros con la selección mexicana, anotando tres goles en los dos partidos contra la Selección de Belice.
| Torneo                                     | Sede                                 | Resultado   | Partidos | Goles |
| ------------------------------------------ | ------------------------------------ | ----------- | -------- | ----- |
| Eliminatorias para la Copa Mundial de 2002 | Norteamérica, Centroamérica y Caribe | Clasificado | 8        | 6     |
| Eliminatorias para la Copa Mundial de 2006 | Norteamérica, Centroamérica y Caribe | Clasificado | 14       | 14    |
| Eliminatorias para la Copa Mundial de 2010 | Norteamérica, Centroamérica y Caribe | Clasificado | 2        | 3     |

### Participaciones en Copa Mundial de Fútbol
Durante su trayectoria internacional Jared participó en dos copas mundiales, Corea del Sur-Japón 2002 y Alemania 2006. El director técnico Javier Aguirre lo convocó para la Copa Mundial de Fútbol de 2002, debutó en el primer partido de grupo contra la Selección de Croacia, encuentro que a la postre terminó con victoria de 1 por 0 con penal anotado de Cuauhtémoc Blanco. En el segundo partido de grupo contra la Selección Ecuatoriana, Borgetti anotó su primer gol en Copa del Mundo al minuto 28' para el empate parcial que finalizaría en victoria de 2-1 y así México sumaría seis puntos en la fase de grupos. Se le recordará por el hecho sobresaliente de anotar el gol de cabeza al minuto 34' contra Italia, siendo este uno de los mejores goles del certamen, y que ponía momentáneamente a la selección mexicana adelante en el marcador y aseguraba el pase a la siguiente fase. En los octavos de final Borgetti poco pudo hacer ante la selección de las barras y las estrellas, así el equipo mexicano perdió 2-0 quedando eliminados de la copa del mundo.
En la Copa Mundial de Fútbol de 2006 tuvo una discreta actuación, el 11 de junio de 2006 debido a la lesión que sufrió en el primer partido contra Irán que finalizó 3-1 a favor de México y que lo marginó de jugar contra Angola y contra Portugal. Ya en la segunda fase, Borgetti reapareció en la alineación titular, pero poco pudo hacer en la derrota 2-1 que sufrió México ante Argentina, para quedar eliminado nuevamente en octavos de final.
| Mundial                        | Sede                  | Resultado        | Partidos | Goles |
| ------------------------------ | --------------------- | ---------------- | -------- | ----- |
| Copa Mundial de Fútbol de 2002 | Corea del Sur y Japón | Octavos de final | 4        | 2     |
| Copa Mundial de Fútbol de 2006 | Alemania              | Octavos de final | 2        | 0     |

### Participaciones en Copa FIFA Confederaciones
Con Enrique Meza en el banquillo México clasificó a la Copa Confederaciones de 2001 como vigente campeón, en el cual se dio el peor rendimiento de la selección mexicana en esta competición, Jared disputó todos los encuentros pero no logró marcar y así fueron derrotados 2-0 por Australia, 2-1 por Corea del Sur y 4-0 por Francia, al final los aztecas fueron eliminados del certamen.
Fue convocado por Ricardo La Volpe para disputar la Copa Confederaciones de 2005. El 16 de junio, México derrotó 2-1 a Japón en el primer partido del grupo. El 22 de junio Borgetti marcó el único gol para la mínima victoria sobre la selección de Brasil al minuto 59', en el último encuentro México empató 0-0 con Grecia calificando como primero del grupo B a la segunda fase. En semifinales, en un duelo parejo, Argentina eliminó a México 6-5 en penales tras finalizar la prórroga con empate de 1-1. En el tercer partido con un doblete de Borgetti, México finalizó en el cuarto lugar perdiendo 3-4 frente a la Selección de Alemania. En total en el certamen marcó tres goles en cuatro encuentros.
| Copa                           | Sede                  | Resultado     | Partidos | Goles |
| ------------------------------ | --------------------- | ------------- | -------- | ----- |
| Copa FIFA Confederaciones 2001 | Corea del Sur y Japón | Primera fase  | 3        | 0     |
| Copa FIFA Confederaciones 2005 | Alemania              | Cuarto puesto | 4        | 3     |

### Participaciones en Copa Oro de la Concacaf
En el año 2003, en la Copa de Oro Borgetti durante la fase grupal anotó un gol en la victoria de 1-0 a Brasil. Después marcó en el partido de cuartos de final contra Jamaica en la victoria de 5-0 y en semifinales marcó otro gol a Costa Rica derrotando por 2-0 a los ticos, durante el torneo Borgetti marcó en total tres goles en cinco encuentros. México accedió a la final y derrotó 1-0 a Brasil en tiempos extra por conducto de Daniel Osorno, ganando así el derecho de disputar la Copa Confederaciones 2005.
El 8 de junio de 2005, Borgetti fue convocado para disputar la Copa Oro de 2005, en el certamen marcó únicamente un doblete en el encuentro contra la selección guatemalteca y a la postre México fue eliminado 2-1 por la Selección de Colombia en cuartos de final.
El 25 de marzo de 2007, Borgetti regresó a la selección en sustitución de Omar Bravo en un partido contra Paraguay en cuál marcó un doblete en tres minutos y le otorgó la victoria de 2-1 a su selección. El 8 de junio de 2007, Borgetti fue convocado para la Copa Oro de 2007, en dicho torneo anotó dos goles, uno a la Selección de Cuba en fase de grupos y otro en los cuartos de final contra Costa Rica. En la final contra Estados Unidos, Borgetti se lesionó y no pudo participar en la Copa América 2007, donde la selección mexicana alcanzó el tercer lugar en la competencia frente a Brasil y Argentina, superando a Uruguay en el partido del tercer lugar de la Copa América.
| Copa                            | Sede                    | Resultado        | Partidos | Goles |
| ------------------------------- | ----------------------- | ---------------- | -------- | ----- |
| Copa de Oro de la Concacaf 2003 | Estados Unidos y México | Campeón          | 5        | 3     |
| Copa de Oro de la Concacaf 2005 | Estados Unidos          | Cuartos de final | 4        | 2     |
| Copa de Oro de la Concacaf 2007 | Estados Unidos          | Subcampeón       | 4        | 2     |

### Participaciones en Copa América
Fue convocado por Javier Aguirre para disputar la Copa América 2001, anotó el 1-0 en la victoria sobre Brasil en fase de grupos, se empató 0-0 con Paraguay y se perdió 1-0 con Perú, finalmente la selección de México avanzó a la segunda fase y venció 2-0 a la Selección de Chile en cuartos de final y en semifinales Borgetti marcó el 1-0 para vencer 2-1 a la Selección de Uruguay, se avanzó a la final y se logró el subcampeonato perdiendo 1-0 frente a la Selección colombiana.
El 7 de julio de 2004, México inició su participación en la Copa América, fue en un grupo de la muerte contra los rivales Argentina, Uruguay y Ecuador y se clasificó a la siguiente fase siendo líderes al vencer 1-0 a Argentina, 2-1 a Ecuador y al empatar 2-2 con Uruguay. En cuartos de final se enfrentó a Brasil, el conjunto brasileño eliminó 4-0 a los aztecas, Borgetti disputó cuatro encuentros pero no logró marcar en ninguno. 
| Copa              | Sede     | Resultado        | Partidos | Goles |
| ----------------- | -------- | ---------------- | -------- | ----- |
| Copa América 2001 | Colombia | Subcampeón       | 5        | 2     |
| Copa América 2004 | Perú     | Cuartos de final | 3        | 0     |

### Partidos internacionales
| Partidos y goles internacionales | Partidos y goles internacionales | Partidos y goles internacionales    | Partidos y goles internacionales | Partidos y goles internacionales        | Partidos y goles internacionales | Partidos y goles internacionales        | Partidos y goles internacionales | Partidos y goles internacionales |                                |
| --- | -------------------------------- | ----------------------------------- | -------------------------------- | --------------------------------------- | -------------------------------- | --------------------------------------- | -------------------------------- | -------------------------------- | ------------------------------ |
| \| N.º \| \| Estadio \| Local \| \| Res. \| \| Visitante \| Goles \| Competición \| \| --- \| -------- \| ----------------------------------- \| ----------------- \| --------------------------------------- \| ------------ \| --------------------------------------- \| ----------------- \| --------------- \| ------------------------------ \| \| 1 \| 05-02-97 \| Estadio Azteca, México D. F. \| México \| Bandera de México \| 3 – 1 \| Bandera de Ecuador \| Ecuador \| 43' \| Amistoso \| \| 2 \| 20-09-00 \| Estadio Qualcomm, San Diego \| México \| Bandera de México \| 2 – 0 \| Bandera de Ecuador \| Ecuador \| 10' \| Amistoso \| \| 3 \| 27-09-00 \| Spartan Stadium, San José \| México \| Bandera de México \| 1 – 0 \| Bandera de Bolivia \| Bolivia \| \| Amistoso \| \| 4 \| 08-10-00 \| Estadio Azteca, México D. F. \| México \| Bandera de México \| 7 – 0 \| Bandera de Trinidad y Tobago \| Trinidad y Tobago \| 26' 30' 71' \| Clasificación Mundial 2002 \| \| 5 \| 25-10-00 \| Memorial Coliseum, Los Ángeles \| Estados Unidos \| Bandera de Estados Unidos \| 2 – 0 \| Bandera de México \| México \| \| Amistoso \| \| 6 \| 15-11-00 \| Lincoln Financial Field, Toronto \| Canadá \| Bandera de Canadá \| 0 – 0 \| Bandera de México \| México \| \| Clasificación Mundial 2002 \| \| 7 \| 20-12-00 \| Memorial Coliseum, Los Ángeles \| México \| Bandera de México \| 0 – 2 \| Bandera de Argentina \| Argentina \| \| Amistoso \| \| 8 \| 24-01-01 \| Estadio Morelos, Morelia \| México \| Bandera de México \| 0 – 2 \| Bandera de Bulgaria \| Bulgaria \| \| Amistoso \| \| 9 \| 31-01-01 \| Memorial Coliseum, Los Ángeles \| México \| Bandera de México \| 2 – 3 \| Bandera de Colombia \| Colombia \| \| Amistoso \| \| 10 \| 25-03-01 \| Estadio Azteca, México D. F. \| México \| Bandera de México \| 4 – 0 \| Bandera de Jamaica \| Jamaica \| 84' 88' \| Clasificación Mundial 2002 \| \| 11 \| 14-04-01 \| Estadio Universitario, Monterrey \| México \| Bandera de México \| 1 – 0 \| Bandera de Chile \| Chile \| \| Amistoso \| \| 12 \| 25-04-01 \| Estadio H. Crawford, Puerto España \| Trinidad y Tobago \| Bandera de Trinidad y Tobago \| 1 – 1 \| Bandera de México \| México \| \| Clasificación Mundial 2002 \| \| 13 \| 30-05-01 \| Estadio Mundialista, Suwon \| México \| Bandera de México \| 0 – 2 \| Bandera de Australia \| Australia \| \| Copa Confederaciones 2001 \| \| 14 \| 01-06-01 \| Estadio Mundialista, Ulsan \| Corea del Sur \| Bandera de Corea del Sur \| 2 – 1 \| Bandera de México \| México \| \| Copa Confederaciones 2001 \| \| 15 \| 03-06-01 \| Estadio Mundialista, Ulsan \| Francia \| Bandera de Francia \| 4 – 0 \| Bandera de México \| México \| \| Copa Confederaciones 2001 \| \| 16 \| 20-06-01 \| Estadio Olímpico, San Pedro Sula \| Honduras \| Bandera de Honduras \| 3 – 1 \| Bandera de México \| México \| \| Clasificación Mundial 2002 \| \| 17 \| 01-07-01 \| Estadio Azteca, México D. F. \| México \| Bandera de México \| 1 – 0 \| Bandera de Estados Unidos \| Estados Unidos \| 15' \| Clasificación Mundial 2002 \| \| 18 \| 12-07-01 \| Estadio Olímpico, Cali \| Brasil \| Bandera de Brasil \| 0 – 1 \| Bandera de México \| México \| 5' \| Copa América 2001 \| \| 19 \| 15-07-01 \| Estadio Olímpico, Cali \| Paraguay \| Bandera de Paraguay \| 0 – 0 \| Bandera de México \| México \| \| Copa América 2001 \| \| 20 \| 18-07-01 \| Estadio Olímpico, Cali \| Perú \| Bandera de Perú \| 1 – 0 \| Bandera de México \| México \| \| Copa América 2001 \| \| 21 \| 25-07-01 \| Estadio Hernán Ramírez, Pereira \| México \| Bandera de México \| 2 – 1 \| Bandera de Uruguay \| Uruguay \| 14' \| Copa América 2001 \| \| 22 \| 29-07-01 \| Estadio El Campín, Bogotá \| Colombia \| Bandera de Colombia \| 1 – 0 \| Bandera de México \| México \| \| Copa América 2001 \| \| 23 \| 23-08-01 \| Estadio Luis Fuente, Veracruz \| México \| Bandera de México \| 5 – 4 \| Bandera de Liberia \| Liberia \| 52' \| Amistoso \| \| 24 \| 02-09-01 \| Parque Independence, Kingston \| Jamaica \| Bandera de Jamaica \| 1 – 2 \| Bandera de México \| México \| \| Clasificación Mundial 2002 \| \| 25 \| 05-09-01 \| Estadio Azteca, México D. F. \| México \| Bandera de México \| 3 – 0 \| Bandera de Trinidad y Tobago \| Trinidad y Tobago \| \| Clasificación Mundial 2002 \| \| 26 \| 13-02-02 \| Sun Devil Soccer Stadium, Phoenix \| México \| Bandera de México \| 1 – 2 \| Bandera de Yugoslavia \| Yugoslavia \| \| Amistoso \| \| 27 \| 13-03-02 \| Estadio Qualcomm, San Diego \| México \| Bandera de México \| 4 – 0 \| Bandera de Albania \| Albania \| 23' \| Amistoso \| \| 28 \| 17-04-02 \| Giants Stadium, East Rutherford \| México \| Bandera de México \| 1 – 0 \| Bandera de Bulgaria \| Bulgaria \| \| Amistoso \| \| 29 \| 12-05-02 \| Estadio Azteca, México D. F. \| México \| Bandera de México \| 2 – 1 \| Bandera de Colombia \| Colombia \| 52' \| Amistoso \| \| 30 \| 16-05-02 \| Estadio Buck Shaw, San Francisco \| México \| Bandera de México \| 1 – 0 \| Bandera de Bolivia \| Bolivia \| \| Amistoso \| \| 31 \| 03-06-02 \| Estadio del Gran Cisne, Niigata \| Croacia \| Bandera de Croacia \| 0 – 1 \| Bandera de México \| México \| \| Copa Mundial de Fútbol de 2002 \| \| 32 \| 09-06-02 \| Estadio de Miyagi, Miyagi \| México \| Bandera de México \| 2 – 1 \| Bandera de Ecuador \| Ecuador \| 28' \| Copa Mundial de Fútbol de 2002 \| \| 33 \| 13-06-02 \| Estadio del Gran Ojo de Oita, Ōita \| México \| Bandera de México \| 1 – 1 \| Bandera de Italia \| Italia \| 34' \| Copa Mundial de Fútbol de 2002 \| \| 34 \| 17-06-02 \| Estadio Mundialista, Jeonju \| México \| Bandera de México \| 0 – 2 \| Bandera de Estados Unidos \| Estados Unidos \| \| Copa Mundial de Fútbol de 2002 \| \| 35 \| 12-02-03 \| Sun Devil Soccer Stadium, Phoenix \| México \| Bandera de México \| 0 – 0 \| Bandera de Colombia \| Colombia \| \| Amistoso \| \| 36 \| 19-03-03 \| Estadio Cotton Bowl, Dallas \| México \| Bandera de México \| 2 – 0 \| Bandera de Bolivia \| Bolivia \| \| Amistoso \| \| 37 \| 26-03-03 \| Estadio Qualcomm, San Diego \| México \| Bandera de México \| 1 – 1 \| Bandera de Paraguay \| Paraguay \| \| Amistoso \| \| 38 \| 30-03-03 \| Estadio Jalisco, Guadalajara \| México \| Bandera de México \| 0 – 0 \| Bandera de Brasil \| Brasil \| \| Amistoso \| \| 39 \| 06-07-03 \| Memorial Coliseum, Los Ángeles \| México \| Bandera de México \| 1 – 2 \| Bandera de El Salvador \| El Salvador \| \| Amistoso \| \| 40 \| 13-07-03 \| Estadio Azteca, México D. F. \| México \| Bandera de México \| 1 – 0 \| Bandera de Brasil \| Brasil \| 70' \| Copa Oro 2003 \| \| 41 \| 17-07-03 \| Estadio Azteca, México D. F. \| México \| Bandera de México \| 0 – 0 \| Bandera de Honduras \| Honduras \| \| Copa Oro 2003 \| \| 42 \| 20-07-03 \| Estadio Azteca, México D. F. \| México \| Bandera de México \| 5 – 0 \| Bandera de Jamaica \| Jamaica \| 61' \| Copa Oro 2003 \| \| 43 \| 24-07-03 \| Estadio Azteca, México D. F. \| México \| Bandera de México \| 2 – 0 \| Bandera de Costa Rica \| Costa Rica \| 28' \| Copa Oro 2003 \| \| 44 \| 27-07-03 \| Estadio Azteca, México D. F. \| México \| Bandera de México \| 1 – 0 \| Bandera de Brasil \| Brasil \| \| Copa Oro 2003 \| \| 45 \| 20-08-03 \| Giants Stadium, East Rutherford \| México \| Bandera de México \| 1 – 3 \| Bandera de Perú \| Perú \| \| Amistoso \| \| 46 \| 31-03-04 \| The Home Depot Center, Carson \| México \| Bandera de México \| 2 – 0 \| Bandera de Costa Rica \| Costa Rica \| \| Amistoso \| \| 47 \| 28-04-04 \| Estadio Cotton Bowl, Dallas \| Estados Unidos \| Bandera de Estados Unidos \| 0 – 1 \| Bandera de México \| México \| \| Amistoso \| \| 48 \| 19-06-04 \| Alamodome, San Antonio \| Dominica \| Bandera de Dominica \| 0 – 10 \| Bandera de México \| México \| 11' 36' \| Clasificación Mundial 2006 \| \| 49 \| 27-06-04 \| Estadio Victoria, Aguascalientes \| México \| Bandera de México \| 8 – 0 \| Bandera de Dominica \| Dominica \| 33' 38' \| Clasificación Mundial 2006 \| \| 50 \| 07-07-04 \| Estadio Elías Aguirre, Chiclayo \| Uruguay \| Bandera de Uruguay \| 2 – 2 \| Bandera de México \| México \| \| Copa América 2004 \| \| 51 \| 10-07-04 \| Estadio Elías Aguirre, Chiclayo \| México \| Bandera de México \| 1 – 0 \| Bandera de Argentina \| Argentina \| \| Copa América 2004 \| \| 52 \| 18-07-04 \| Estadio Miguel Grau, Piura \| México \| Bandera de México \| 0 – 4 \| Bandera de Brasil \| Brasil \| \| Copa América 2004 \| \| 53 \| 08-09-04 \| Estadio H. Crawford, Pto. España \| Trinidad y Tobago \| Bandera de Trinidad y Tobago \| 1 – 3 \| Bandera de México \| México \| \| Clasificación Mundial 2006 \| \| 54 \| 06-10-04 \| Estadio Hidalgo, Pachuca \| México \| Bandera de México \| 7 – 0 \| Bandera de San Vicente y las Granadinas \| San Vicente \| 31' 68' 77' 89' \| Clasificación Mundial 2006 \| \| 55 \| 10-10-04 \| Estadio Arnos Vale, Kingstown \| San Vicente \| Bandera de San Vicente y las Granadinas \| 0 – 1 \| Bandera de México \| México \| 25' \| Clasificación Mundial 2006 \| \| 56 \| 13-10-04 \| Estadio Cuauhtémoc, Puebla \| México \| Bandera de México \| 3 – 0 \| Bandera de Trinidad y Tobago \| Trinidad y Tobago \| \| Clasificación Mundial 2006 \| \| 57 \| 26-01-05 \| Estadio Qualcomm, San Diego \| México \| Bandera de México \| 0 – 0 \| Bandera de Suecia \| Suecia \| \| Amistoso \| \| 58 \| 09-02-05 \| Estadio R. Saprissa, San José \| Costa Rica \| Bandera de Costa Rica \| 1 – 2 \| Bandera de México \| México \| \| Clasificación Mundial 2006 \| \| 59 \| 27-03-05 \| Estadio Azteca, México D.F. \| México \| Bandera de México \| 2 – 1 \| Bandera de Estados Unidos \| Estados Unidos \| 30' \| Clasificación Mundial 2006 \| \| 60 \| 30-03-05 \| Estadio Rommel Fernández, Panamá \| Panamá \| Bandera de Panamá \| 1 – 1 \| Bandera de México \| México \| \| Clasificación Mundial 2006 \| \| 61 \| 04-06-05 \| Estadio M. Flores, Cd. de Guatemala \| Guatemala \| Bandera de Guatemala \| 0 – 2 \| Bandera de México \| México \| \| Clasificación Mundial 2006 \| \| 62 \| 08-06-05 \| Estadio Universitario, Monterrey \| México \| Bandera de México \| 2 – 0 \| Bandera de Trinidad y Tobago \| Trinidad y Tobago \| 63' \| Clasificación Mundial 2006 \| \| 63 \| 16-06-05 \| AWD-Arena, Hanóver \| Japón \| Bandera de Japón \| 1 – 2 \| Bandera de México \| México \| \| Copa Confederaciones 2005 \| \| 64 \| 19-06-05 \| AWD-Arena, Hanóver \| México \| Bandera de México \| 1 – 0 \| Bandera de Brasil \| Brasil \| 59' \| Copa Confederaciones 2005 \| \| 65 \| 26-06-05 \| AWD-Arena, Hanóver \| Argentina \| Bandera de Argentina \| 1 – 1 (p.) \| Bandera de México \| México \| \| Copa Confederaciones 2005 \| \| 66 \| 29-06-05 \| Zentralstadion, Leipzig \| Alemania \| Bandera de Alemania \| 4 – 3 \| Bandera de México \| México \| 58' 85' \| Copa Confederaciones 2005 \| \| 67 \| 08-07-05 \| The Home Depot Center, Carson \| Sudáfrica \| Bandera de Sudáfrica \| 2 – 1 \| Bandera de México \| México \| \| Copa Oro 2005 \| \| 68 \| 10-07-05 \| Memorial Coliseum, Los Ángeles \| México \| Bandera de México \| 4 – 0 \| Bandera de Guatemala \| Guatemala \| 5' 14' \| Copa Oro 2005 \| \| 69 \| 13-07-05 \| Reliant Stadium, Houston \| México \| Bandera de México \| 1 – 0 \| Bandera de Jamaica \| Jamaica \| \| Copa Oro 2005 \| \| 70 \| 17-08-05 \| Estadio Azteca, México D.F. \| México \| Bandera de México \| 2 – 0 \| Bandera de Costa Rica \| Costa Rica \| 63' \| Clasificación Mundial 2006 \| \| 71 \| 03-09-05 \| Estadio Columbus Crew, Columbus \| Estados Unidos \| Bandera de Estados Unidos \| 2 – 0 \| Bandera de México \| México \| \| Clasificación Mundial 2006 \| \| 72 \| 07-09-05 \| Estadio Azteca, México D.F. \| México \| Bandera de México \| 5 – 0 \| Bandera de Panamá \| Panamá \| 59' \| Clasificación Mundial 2006 \| \| 73 \| 01-03-06 \| Pizza Hut Park, Frisco \| México \| Bandera de México \| 1 – 0 \| Bandera de Ghana \| Ghana \| \| Amistoso \| \| 74 \| 27-05-06 \| Stade de France, Saint-Denis \| Francia \| Bandera de Francia \| 1 – 0 \| Bandera de México \| México \| \| Amistoso \| \| 75 \| 01-06-06 \| Philips Stadion, Eindhoven \| Países Bajos \| Bandera de los Países Bajos \| 2 – 1 \| Bandera de México \| México \| 19' \| Amistoso \| \| 76 \| 11-06-06 \| Stadion Nürnberg, Núremberg \| México \| Bandera de México \| 3 – 1 \| Bandera de Irán \| Irán \| \| Copa Mundial de Fútbol de 2006 \| \| 77 \| 24-06-06 \| Red Bull Arena, Leipzig \| Argentina \| Bandera de Argentina \| 2 – 1 (t.s.) \| Bandera de México \| México \| \| Copa Mundial de Fútbol de 2006 \| \| 78 \| 07-02-07 \| Sun Devil Soccer Stadium, Phoenix \| Estados Unidos \| Bandera de Estados Unidos \| 2 – 0 \| Bandera de México \| México \| \| Amistoso \| \| 79 \| 25-03-07 \| Estadio Universitario, Monterrey \| México \| Bandera de México \| 2 – 1 \| Bandera de Paraguay \| Paraguay \| 78' 81' \| Amistoso \| \| 80 \| 28-03-07 \| O.co Coliseum, Oakland \| México \| Bandera de México \| 4 – 2 \| Bandera de Ecuador \| Ecuador \| \| Amistoso \| \| 81 \| 02-06-07 \| Estadio L. Ramírez, San Luis Potosí \| México \| Bandera de México \| 4 – 0 \| Bandera de Irán \| Irán \| 2' \| Amistoso \| \| 82 \| 08-06-07 \| Giants Stadium, East Rutherford \| México \| Bandera de México \| 2 – 1 \| Bandera de Cuba \| Cuba \| 38' \| Copa Oro 2007 \| \| 83 \| 13-06-07 \| Reliant Stadium, Houston \| México \| Bandera de México \| 1 – 0 \| Bandera de Panamá \| Panamá \| \| Copa Oro 2007 \| \| 84 \| 17-06-07 \| Reliant Stadium, Houston \| México \| Bandera de México \| 1 – 0 (t.s.) \| Bandera de Costa Rica \| Costa Rica \| 97' \| Copa Oro 2007 \| \| 85 \| 21-06-07 \| Soldier Field, Chicago \| México \| Bandera de México \| 1 – 0 \| Bandera de Guadalupe (Francia) \| Guadalupe \| \| Copa Oro 2007 \| \| 86 \| 24-06-07 \| Soldier Field, Chicago \| Estados Unidos \| Bandera de Estados Unidos \| 2 – 1 \| Bandera de México \| México \| \| Copa Oro 2007 \| \| 87 \| 04-06-08 \| Estadio Qualcomm, San Diego \| México \| Bandera de México \| 1 – 4 \| Bandera de Argentina \| Argentina \| \| Amistoso \| \| 88 \| 15-06-08 \| Reliant Stadium, Houston \| Belice \| Bandera de Belice \| 0 – 2 \| Bandera de México \| México \| 90+2' \| Clasificación Mundial 2010 \| \| 89 \| 22-06-08 \| Estadio Universitario, Monterrey \| México \| Bandera de México \| 7 – 0 \| Bandera de Belice \| Belice \| 62' 90+4' \| Clasificación Mundial 2010 \| |                                  |                                     |                                  |                                         |                                  |                                         |                                  |                                  |                                |
| N.º |                                  | Estadio                             | Local                            |                                         | Res.                             |                                         | Visitante                        | Goles                            | Competición                    |
| 1 | 05-02-97                         | Estadio Azteca, México D. F.        | México                           | Bandera de México                       | 3 – 1                            | Bandera de Ecuador                      | Ecuador                          | 43'                              | Amistoso                       |
| 2 | 20-09-00                         | Estadio Qualcomm, San Diego         | México                           | Bandera de México                       | 2 – 0                            | Bandera de Ecuador                      | Ecuador                          | 10'                              | Amistoso                       |
| 3 | 27-09-00                         | Spartan Stadium, San José           | México                           | Bandera de México                       | 1 – 0                            | Bandera de Bolivia                      | Bolivia                          |                                  | Amistoso                       |
| 4 | 08-10-00                         | Estadio Azteca, México D. F.        | México                           | Bandera de México                       | 7 – 0                            | Bandera de Trinidad y Tobago            | Trinidad y Tobago                | 26' 30' 71'                      | Clasificación Mundial 2002     |
| 5 | 25-10-00                         | Memorial Coliseum, Los Ángeles      | Estados Unidos                   | Bandera de Estados Unidos               | 2 – 0                            | Bandera de México                       | México                           |                                  | Amistoso                       |
| 6 | 15-11-00                         | Lincoln Financial Field, Toronto    | Canadá                           | Bandera de Canadá                       | 0 – 0                            | Bandera de México                       | México                           |                                  | Clasificación Mundial 2002     |
| 7 | 20-12-00                         | Memorial Coliseum, Los Ángeles      | México                           | Bandera de México                       | 0 – 2                            | Bandera de Argentina                    | Argentina                        |                                  | Amistoso                       |
| 8 | 24-01-01                         | Estadio Morelos, Morelia            | México                           | Bandera de México                       | 0 – 2                            | Bandera de Bulgaria                     | Bulgaria                         |                                  | Amistoso                       |
| 9 | 31-01-01                         | Memorial Coliseum, Los Ángeles      | México                           | Bandera de México                       | 2 – 3                            | Bandera de Colombia                     | Colombia                         |                                  | Amistoso                       |
| 10 | 25-03-01                         | Estadio Azteca, México D. F.        | México                           | Bandera de México                       | 4 – 0                            | Bandera de Jamaica                      | Jamaica                          | 84' 88'                          | Clasificación Mundial 2002     |
| 11 | 14-04-01                         | Estadio Universitario, Monterrey    | México                           | Bandera de México                       | 1 – 0                            | Bandera de Chile                        | Chile                            |                                  | Amistoso                       |
| 12 | 25-04-01                         | Estadio H. Crawford, Puerto España  | Trinidad y Tobago                | Bandera de Trinidad y Tobago            | 1 – 1                            | Bandera de México                       | México                           |                                  | Clasificación Mundial 2002     |
| 13 | 30-05-01                         | Estadio Mundialista, Suwon          | México                           | Bandera de México                       | 0 – 2                            | Bandera de Australia                    | Australia                        |                                  | Copa Confederaciones 2001      |
| 14 | 01-06-01                         | Estadio Mundialista, Ulsan          | Corea del Sur                    | Bandera de Corea del Sur                | 2 – 1                            | Bandera de México                       | México                           |                                  | Copa Confederaciones 2001      |
| 15 | 03-06-01                         | Estadio Mundialista, Ulsan          | Francia                          | Bandera de Francia                      | 4 – 0                            | Bandera de México                       | México                           |                                  | Copa Confederaciones 2001      |
| 16 | 20-06-01                         | Estadio Olímpico, San Pedro Sula    | Honduras                         | Bandera de Honduras                     | 3 – 1                            | Bandera de México                       | México                           |                                  | Clasificación Mundial 2002     |
| 17 | 01-07-01                         | Estadio Azteca, México D. F.        | México                           | Bandera de México                       | 1 – 0                            | Bandera de Estados Unidos               | Estados Unidos                   | 15'                              | Clasificación Mundial 2002     |
| 18 | 12-07-01                         | Estadio Olímpico, Cali              | Brasil                           | Bandera de Brasil                       | 0 – 1                            | Bandera de México                       | México                           | 5'                               | Copa América 2001              |
| 19 | 15-07-01                         | Estadio Olímpico, Cali              | Paraguay                         | Bandera de Paraguay                     | 0 – 0                            | Bandera de México                       | México                           |                                  | Copa América 2001              |
| 20 | 18-07-01                         | Estadio Olímpico, Cali              | Perú                             | Bandera de Perú                         | 1 – 0                            | Bandera de México                       | México                           |                                  | Copa América 2001              |
| 21 | 25-07-01                         | Estadio Hernán Ramírez, Pereira     | México                           | Bandera de México                       | 2 – 1                            | Bandera de Uruguay                      | Uruguay                          | 14'                              | Copa América 2001              |
| 22 | 29-07-01                         | Estadio El Campín, Bogotá           | Colombia                         | Bandera de Colombia                     | 1 – 0                            | Bandera de México                       | México                           |                                  | Copa América 2001              |
| 23 | 23-08-01                         | Estadio Luis Fuente, Veracruz       | México                           | Bandera de México                       | 5 – 4                            | Bandera de Liberia                      | Liberia                          | 52'                              | Amistoso                       |
| 24 | 02-09-01                         | Parque Independence, Kingston       | Jamaica                          | Bandera de Jamaica                      | 1 – 2                            | Bandera de México                       | México                           |                                  | Clasificación Mundial 2002     |
| 25 | 05-09-01                         | Estadio Azteca, México D. F.        | México                           | Bandera de México                       | 3 – 0                            | Bandera de Trinidad y Tobago            | Trinidad y Tobago                |                                  | Clasificación Mundial 2002     |
| 26 | 13-02-02                         | Sun Devil Soccer Stadium, Phoenix   | México                           | Bandera de México                       | 1 – 2                            | Bandera de Yugoslavia                   | Yugoslavia                       |                                  | Amistoso                       |
| 27 | 13-03-02                         | Estadio Qualcomm, San Diego         | México                           | Bandera de México                       | 4 – 0                            | Bandera de Albania                      | Albania                          | 23'                              | Amistoso                       |
| 28 | 17-04-02                         | Giants Stadium, East Rutherford     | México                           | Bandera de México                       | 1 – 0                            | Bandera de Bulgaria                     | Bulgaria                         |                                  | Amistoso                       |
| 29 | 12-05-02                         | Estadio Azteca, México D. F.        | México                           | Bandera de México                       | 2 – 1                            | Bandera de Colombia                     | Colombia                         | 52'                              | Amistoso                       |
| 30 | 16-05-02                         | Estadio Buck Shaw, San Francisco    | México                           | Bandera de México                       | 1 – 0                            | Bandera de Bolivia                      | Bolivia                          |                                  | Amistoso                       |
| 31 | 03-06-02                         | Estadio del Gran Cisne, Niigata     | Croacia                          | Bandera de Croacia                      | 0 – 1                            | Bandera de México                       | México                           |                                  | Copa Mundial de Fútbol de 2002 |
| 32 | 09-06-02                         | Estadio de Miyagi, Miyagi           | México                           | Bandera de México                       | 2 – 1                            | Bandera de Ecuador                      | Ecuador                          | 28'                              | Copa Mundial de Fútbol de 2002 |
| 33 | 13-06-02                         | Estadio del Gran Ojo de Oita, Ōita  | México                           | Bandera de México                       | 1 – 1                            | Bandera de Italia                       | Italia                           | 34'                              | Copa Mundial de Fútbol de 2002 |
| 34 | 17-06-02                         | Estadio Mundialista, Jeonju         | México                           | Bandera de México                       | 0 – 2                            | Bandera de Estados Unidos               | Estados Unidos                   |                                  | Copa Mundial de Fútbol de 2002 |
| 35 | 12-02-03                         | Sun Devil Soccer Stadium, Phoenix   | México                           | Bandera de México                       | 0 – 0                            | Bandera de Colombia                     | Colombia                         |                                  | Amistoso                       |
| 36 | 19-03-03                         | Estadio Cotton Bowl, Dallas         | México                           | Bandera de México                       | 2 – 0                            | Bandera de Bolivia                      | Bolivia                          |                                  | Amistoso                       |
| 37 | 26-03-03                         | Estadio Qualcomm, San Diego         | México                           | Bandera de México                       | 1 – 1                            | Bandera de Paraguay                     | Paraguay                         |                                  | Amistoso                       |
| 38 | 30-03-03                         | Estadio Jalisco, Guadalajara        | México                           | Bandera de México                       | 0 – 0                            | Bandera de Brasil                       | Brasil                           |                                  | Amistoso                       |
| 39 | 06-07-03                         | Memorial Coliseum, Los Ángeles      | México                           | Bandera de México                       | 1 – 2                            | Bandera de El Salvador                  | El Salvador                      |                                  | Amistoso                       |
| 40 | 13-07-03                         | Estadio Azteca, México D. F.        | México                           | Bandera de México                       | 1 – 0                            | Bandera de Brasil                       | Brasil                           | 70'                              | Copa Oro 2003                  |
| 41 | 17-07-03                         | Estadio Azteca, México D. F.        | México                           | Bandera de México                       | 0 – 0                            | Bandera de Honduras                     | Honduras                         |                                  | Copa Oro 2003                  |
| 42 | 20-07-03                         | Estadio Azteca, México D. F.        | México                           | Bandera de México                       | 5 – 0                            | Bandera de Jamaica                      | Jamaica                          | 61'                              | Copa Oro 2003                  |
| 43 | 24-07-03                         | Estadio Azteca, México D. F.        | México                           | Bandera de México                       | 2 – 0                            | Bandera de Costa Rica                   | Costa Rica                       | 28'                              | Copa Oro 2003                  |
| 44 | 27-07-03                         | Estadio Azteca, México D. F.        | México                           | Bandera de México                       | 1 – 0                            | Bandera de Brasil                       | Brasil                           |                                  | Copa Oro 2003                  |
| 45 | 20-08-03                         | Giants Stadium, East Rutherford     | México                           | Bandera de México                       | 1 – 3                            | Bandera de Perú                         | Perú                             |                                  | Amistoso                       |
| 46 | 31-03-04                         | The Home Depot Center, Carson       | México                           | Bandera de México                       | 2 – 0                            | Bandera de Costa Rica                   | Costa Rica                       |                                  | Amistoso                       |
| 47 | 28-04-04                         | Estadio Cotton Bowl, Dallas         | Estados Unidos                   | Bandera de Estados Unidos               | 0 – 1                            | Bandera de México                       | México                           |                                  | Amistoso                       |
| 48 | 19-06-04                         | Alamodome, San Antonio              | Dominica                         | Bandera de Dominica                     | 0 – 10                           | Bandera de México                       | México                           | 11' 36'                          | Clasificación Mundial 2006     |
| 49 | 27-06-04                         | Estadio Victoria, Aguascalientes    | México                           | Bandera de México                       | 8 – 0                            | Bandera de Dominica                     | Dominica                         | 33' 38'                          | Clasificación Mundial 2006     |
| 50 | 07-07-04                         | Estadio Elías Aguirre, Chiclayo     | Uruguay                          | Bandera de Uruguay                      | 2 – 2                            | Bandera de México                       | México                           |                                  | Copa América 2004              |
| 51 | 10-07-04                         | Estadio Elías Aguirre, Chiclayo     | México                           | Bandera de México                       | 1 – 0                            | Bandera de Argentina                    | Argentina                        |                                  | Copa América 2004              |
| 52 | 18-07-04                         | Estadio Miguel Grau, Piura          | México                           | Bandera de México                       | 0 – 4                            | Bandera de Brasil                       | Brasil                           |                                  | Copa América 2004              |
| 53 | 08-09-04                         | Estadio H. Crawford, Pto. España    | Trinidad y Tobago                | Bandera de Trinidad y Tobago            | 1 – 3                            | Bandera de México                       | México                           |                                  | Clasificación Mundial 2006     |
| 54 | 06-10-04                         | Estadio Hidalgo, Pachuca            | México                           | Bandera de México                       | 7 – 0                            | Bandera de San Vicente y las Granadinas | San Vicente                      | 31' 68' 77' 89'                  | Clasificación Mundial 2006     |
| 55 | 10-10-04                         | Estadio Arnos Vale, Kingstown       | San Vicente                      | Bandera de San Vicente y las Granadinas | 0 – 1                            | Bandera de México                       | México                           | 25'                              | Clasificación Mundial 2006     |
| 56 | 13-10-04                         | Estadio Cuauhtémoc, Puebla          | México                           | Bandera de México                       | 3 – 0                            | Bandera de Trinidad y Tobago            | Trinidad y Tobago                |                                  | Clasificación Mundial 2006     |
| 57 | 26-01-05                         | Estadio Qualcomm, San Diego         | México                           | Bandera de México                       | 0 – 0                            | Bandera de Suecia                       | Suecia                           |                                  | Amistoso                       |
| 58 | 09-02-05                         | Estadio R. Saprissa, San José       | Costa Rica                       | Bandera de Costa Rica                   | 1 – 2                            | Bandera de México                       | México                           |                                  | Clasificación Mundial 2006     |
| 59 | 27-03-05                         | Estadio Azteca, México D.F.         | México                           | Bandera de México                       | 2 – 1                            | Bandera de Estados Unidos               | Estados Unidos                   | 30'                              | Clasificación Mundial 2006     |
| 60 | 30-03-05                         | Estadio Rommel Fernández, Panamá    | Panamá                           | Bandera de Panamá                       | 1 – 1                            | Bandera de México                       | México                           |                                  | Clasificación Mundial 2006     |
| 61 | 04-06-05                         | Estadio M. Flores, Cd. de Guatemala | Guatemala                        | Bandera de Guatemala                    | 0 – 2                            | Bandera de México                       | México                           |                                  | Clasificación Mundial 2006     |
| 62 | 08-06-05                         | Estadio Universitario, Monterrey    | México                           | Bandera de México                       | 2 – 0                            | Bandera de Trinidad y Tobago            | Trinidad y Tobago                | 63'                              | Clasificación Mundial 2006     |
| 63 | 16-06-05                         | AWD-Arena, Hanóver                  | Japón                            | Bandera de Japón                        | 1 – 2                            | Bandera de México                       | México                           |                                  | Copa Confederaciones 2005      |
| 64 | 19-06-05                         | AWD-Arena, Hanóver                  | México                           | Bandera de México                       | 1 – 0                            | Bandera de Brasil                       | Brasil                           | 59'                              | Copa Confederaciones 2005      |
| 65 | 26-06-05                         | AWD-Arena, Hanóver                  | Argentina                        | Bandera de Argentina                    | 1 – 1 (p.)                       | Bandera de México                       | México                           |                                  | Copa Confederaciones 2005      |
| 66 | 29-06-05                         | Zentralstadion, Leipzig             | Alemania                         | Bandera de Alemania                     | 4 – 3                            | Bandera de México                       | México                           | 58' 85'                          | Copa Confederaciones 2005      |
| 67 | 08-07-05                         | The Home Depot Center, Carson       | Sudáfrica                        | Bandera de Sudáfrica                    | 2 – 1                            | Bandera de México                       | México                           |                                  | Copa Oro 2005                  |
| 68 | 10-07-05                         | Memorial Coliseum, Los Ángeles      | México                           | Bandera de México                       | 4 – 0                            | Bandera de Guatemala                    | Guatemala                        | 5' 14'                           | Copa Oro 2005                  |
| 69 | 13-07-05                         | Reliant Stadium, Houston            | México                           | Bandera de México                       | 1 – 0                            | Bandera de Jamaica                      | Jamaica                          |                                  | Copa Oro 2005                  |
| 70 | 17-08-05                         | Estadio Azteca, México D.F.         | México                           | Bandera de México                       | 2 – 0                            | Bandera de Costa Rica                   | Costa Rica                       | 63'                              | Clasificación Mundial 2006     |
| 71 | 03-09-05                         | Estadio Columbus Crew, Columbus     | Estados Unidos                   | Bandera de Estados Unidos               | 2 – 0                            | Bandera de México                       | México                           |                                  | Clasificación Mundial 2006     |
| 72 | 07-09-05                         | Estadio Azteca, México D.F.         | México                           | Bandera de México                       | 5 – 0                            | Bandera de Panamá                       | Panamá                           | 59'                              | Clasificación Mundial 2006     |
| 73 | 01-03-06                         | Pizza Hut Park, Frisco              | México                           | Bandera de México                       | 1 – 0                            | Bandera de Ghana                        | Ghana                            |                                  | Amistoso                       |
| 74 | 27-05-06                         | Stade de France, Saint-Denis        | Francia                          | Bandera de Francia                      | 1 – 0                            | Bandera de México                       | México                           |                                  | Amistoso                       |
| 75 | 01-06-06                         | Philips Stadion, Eindhoven          | Países Bajos                     | Bandera de los Países Bajos             | 2 – 1                            | Bandera de México                       | México                           | 19'                              | Amistoso                       |
| 76 | 11-06-06                         | Stadion Nürnberg, Núremberg         | México                           | Bandera de México                       | 3 – 1                            | Bandera de Irán                         | Irán                             |                                  | Copa Mundial de Fútbol de 2006 |
| 77 | 24-06-06                         | Red Bull Arena, Leipzig             | Argentina                        | Bandera de Argentina                    | 2 – 1 (t.s.)                     | Bandera de México                       | México                           |                                  | Copa Mundial de Fútbol de 2006 |
| 78 | 07-02-07                         | Sun Devil Soccer Stadium, Phoenix   | Estados Unidos                   | Bandera de Estados Unidos               | 2 – 0                            | Bandera de México                       | México                           |                                  | Amistoso                       |
| 79 | 25-03-07                         | Estadio Universitario, Monterrey    | México                           | Bandera de México                       | 2 – 1                            | Bandera de Paraguay                     | Paraguay                         | 78' 81'                          | Amistoso                       |
| 80 | 28-03-07                         | O.co Coliseum, Oakland              | México                           | Bandera de México                       | 4 – 2                            | Bandera de Ecuador                      | Ecuador                          |                                  | Amistoso                       |
| 81 | 02-06-07                         | Estadio L. Ramírez, San Luis Potosí | México                           | Bandera de México                       | 4 – 0                            | Bandera de Irán                         | Irán                             | 2'                               | Amistoso                       |
| 82 | 08-06-07                         | Giants Stadium, East Rutherford     | México                           | Bandera de México                       | 2 – 1                            | Bandera de Cuba                         | Cuba                             | 38'                              | Copa Oro 2007                  |
| 83 | 13-06-07                         | Reliant Stadium, Houston            | México                           | Bandera de México                       | 1 – 0                            | Bandera de Panamá                       | Panamá                           |                                  | Copa Oro 2007                  |
| 84 | 17-06-07                         | Reliant Stadium, Houston            | México                           | Bandera de México                       | 1 – 0 (t.s.)                     | Bandera de Costa Rica                   | Costa Rica                       | 97'                              | Copa Oro 2007                  |
| 85 | 21-06-07                         | Soldier Field, Chicago              | México                           | Bandera de México                       | 1 – 0                            | Bandera de Guadalupe (Francia)          | Guadalupe                        |                                  | Copa Oro 2007                  |
| 86 | 24-06-07                         | Soldier Field, Chicago              | Estados Unidos                   | Bandera de Estados Unidos               | 2 – 1                            | Bandera de México                       | México                           |                                  | Copa Oro 2007                  |
| 87 | 04-06-08                         | Estadio Qualcomm, San Diego         | México                           | Bandera de México                       | 1 – 4                            | Bandera de Argentina                    | Argentina                        |                                  | Amistoso                       |
| 88 | 15-06-08                         | Reliant Stadium, Houston            | Belice                           | Bandera de Belice                       | 0 – 2                            | Bandera de México                       | México                           | 90+2'                            | Clasificación Mundial 2010     |
| 89 | 22-06-08                         | Estadio Universitario, Monterrey    | México                           | Bandera de México                       | 7 – 0                            | Bandera de Belice                       | Belice                           | 62' 90+4'                        | Clasificación Mundial 2010     |

## Palmarés

### Campeonatos nacionales
| Título                     | Club          | País           | Año  |
| -------------------------- | ------------- | -------------- | ---- |
| Primera División de México | Santos Laguna | México         | 1996 |
| Primera División de México | Santos Laguna | México         | 2001 |
| InterLiga                  | Santos Laguna | México         | 2004 |
| Liga Profesional Saudí     | Al-Ittihad    | Arabia Saudita | 2007 |
| InterLiga                  | Guadalajara   | México         | 2009 |

### Campeonatos internacionales
| Título                     | Club                | País           | Año  |
| -------------------------- | ------------------- | -------------- | ---- |
| Copa de Oro de la Concacaf | Selección de México | Estados Unidos | 2003 |

### Distinciones individuales
| Distinción                                                             | Año  |
| ---------------------------------------------------------------------- | ---- |
| Citlalli al Campeón de goleo de la Primera División de México          | 2000 |
| Citlalli al Mejor Jugador de la Primera División de México             | 2000 |
| Citlalli al Mejor Delantero de la Primera División de México           | 2000 |
| Citlalli al Campeón de goleo de la Primera División de México          | 2001 |
| Citlalli al Mejor Jugador de la Primera División de México             | 2001 |
| Citlalli al Mejor Delantero de la Primera División de México           | 2001 |
| Segundo Goleador Mundial de Primera División según la IFFHS (41 goles) | 2001 |
| Goleador de la Clasificación de Concacaf para la Copa Mundial          | 2005 |
| Goleador de la Clasificación para la Copa Mundial de Fútbol            | 2006 |
| Premio del Año por Trayectoria futbolística                            | 2010 |
| Salón de la Fama del Fútbol Mexicano                                   | 2016 |